# حبيل الجلم (ردفان)

تعديل مصدري - تعديل

حبيل الجلم هي إحدى قرى عزلة الحبيلين بمديرية ردفان التابعة لمحافظة لحج، بلغ تعداد سكانها 41 نسمة حسب تعداد اليمن لعام 2004.